# 防府酪農農業協同組合
防府酪農農業協同組合（ほうふらくのうのうぎょうきょうどうくみあい）は、山口県防府市に本部を置く、酪農の専門農協である。全国農協乳業協会会員。

## 概要
- 防府市内を中心に、防酪牛乳（ほうらくぎゅうにゅう）のブランドで販路を持つ。
- かつては、生乳の生産から処理、加工、販売まで一貫して行っていたが、山口県内の乳業工場再編に伴い2001年より下関市のやまぐち県酪乳業の新工場に製造部門を移設した。

## 沿革
- 1949年　設立
- 2001年　やまぐち県酪乳業新工場にて処理、加工を開始

## 主な製品
- 農協3.5牛乳
- 農協コーヒー
- 低脂肪乳